# 翠擁華庭

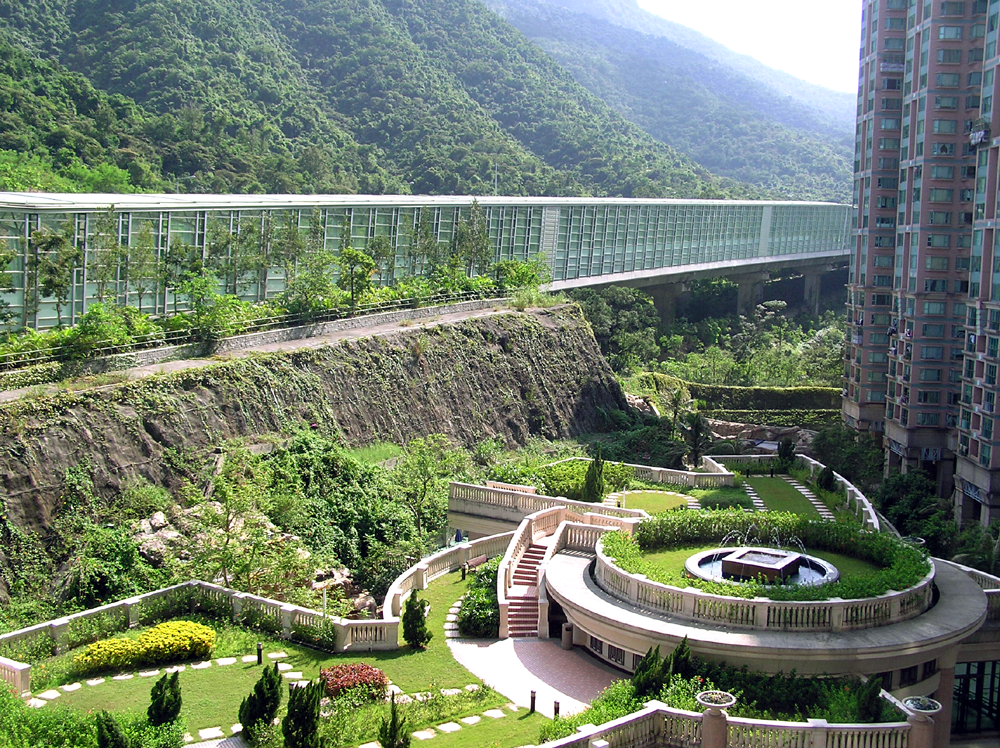
翠擁華庭會所可見背後的馬鞍山繞道

翠擁華庭（英語：Monte Vista）是香港的一個私人屋苑，由和記黃埔發展興建、呂元祥建築師事務所設計，位於香港新界馬鞍山地段446號西沙路沙安街9號，整個屋苑共有12幢37層（不設4、13、14、24樓及34樓）的住宅，單位總數1,606個，1,174個住客私家車位及81個訪客車位，於2000年落成入伙，大廈外牆為粉藍與粉紅色，管理由長江實業旗下的港基物業管理負責。
翠擁華庭標準單位分為兩房及套三房, 部分單位連多用途房屋苑。亦設有少量特色單位, 屬連平台戶及頂層複式戶。

## 設計
翠擁華庭內園設計以園藝花園為主題, 設有大量綠化空間, 居住環境宜人。

## 會所設施
翠擁華庭設有超過11萬呎, 樓高三層的豪華園林式住客會所「Club Monte Vista」,分成一樓 : 球藝競技圈, 二樓 : 羅馬水桃園&消閒逸彩軒, 及三樓 : 健美康體館&兒童歷奇堡, 提供包括戶外泳池、室內泳池、桑拿室、健身房、壁球室、乒乓球室、保齡球場、桌球室、氣墊球室、小型曲棍球室、高爾夫推杆練習場、舞蹈室、兒童遊樂室、電影院、圖書館、宴會廳等設施，另有園藝花園及空中花園供住客休閒散步。
另外，屋苑實施設施電子化，特設手機應用程式處理各項服務，包括會所場地租賃、繳交管理費等。

## 保安
屋苑保安公司為外判公司，每兩年為一個合約，現時保安公司為安民警衞。

## 景觀
翠擁華庭12座大廈呈V字型排開, 背山面海, 外觀上十分有氣勢, 住戶可以遠眺吐露港, 鄰近私人物業及馬鞍山郊野公園。

## 車位
翠擁華庭擁有三層車庫, 提供超過1000個車位, 比烏溪沙其他屋苑車位最多 。

## 生活配套
翠擁華庭鄰近設有迎海薈及利安商場, 鄰近的馬鞍山更加設有新港城及馬鞍山廣場等大型商場, 方便住戶購物。

## 爭議
屋苑背後的T-7公路（馬鞍山繞道）乃在入伙後設計及興建，引起爭議。因售樓時經紀只提及該位置只會建造一條小路，但實際上馬鞍山繞道翠擁華庭段為六線雙程行車，嘈音、灰塵及對屋苑後山之斜坡結構都為居民所憂慮，就此事與政府部門及環保署商討，對繞道設計作少許改動：單隔音屏改為三面隔音屏，公路向山後退數米。
曾有居民查出屋苑地盤原只為政府審批興建5幢建築物，但翠擁華庭卻有12座，引起居民爭議是否有超建問題存在。最後發現原來發展商圖則為一幢多座設計，即物理上第1，2座相連為一幢；第3，5，6座一幢；第7，8，9座一幢；第10，11座一幢；第12，15座一幢，共5幢建築物。

## 鄰近住宅
- 銀湖·天峰
- 迎海
- 利安邨
- 泓碧
- 星漣海
- 雲海
- Silversands
- 峻源

## 外部連結
- 翠擁華庭 - Monte Vista - Xuite! BLOG （页面存档备份，存于）
- 翠擁華庭
- 翠擁華庭 - Monte Vista - Yahoo! BLOG （页面存档备份，存于）
- 翠擁華庭住戶天地 - 翠擁。。。華庭 - Yahoo! BLOG （页面存档备份，存于）

1. ↑  建築業導報  no. 3,  1999, p. 48-49
2. 1 2 3 4 5  . hk.centanet.com.   [2025-05-25] （中文（香港））.